# Corpus Christi (Texas)
Corpus Christi es una ciudad ubicada en la costa sur del estado de Texas, Estados Unidos, en el condado de Nueces, sobre la costa de la bahía homónima, junto a la desembocadura del río Nueces. Fue fundada en 1839, y según el censo de 2010 tenía una población de 320 434 habitantes y una densidad poblacional de 241 personas por km². El área metropolitana de Corpus Christi se estimó que tenía una población de 442 600 habitantes. Tiene industrias química y metalúrgica, donde se trabaja principalmente el zinc y aluminio, y un puerto de embarque para petróleo y algodón. La Universidad se creó en el año 1947.
La localización en el golfo de México hace de la ciudad de Corpus Christi una de las preferidas para la pesca y la práctica de deportes acuáticos y al aire libre, como windsurf, y conducción y vuelo en cometas.

## Etimología
El nombre de la ciudad significa El Cuerpo de Cristo en latín. El nombre fue dado al asentamiento y a la bahía circundante por el explorador español Alonso Álvarez de Pineda en 1519, puesto que la bahía fue descubierta en la festividad católica del Corpus Christi. El apodo de la ciudad es la "Ciudad chispeante junto al mar", especialmente en la literatura turística.

## Historia

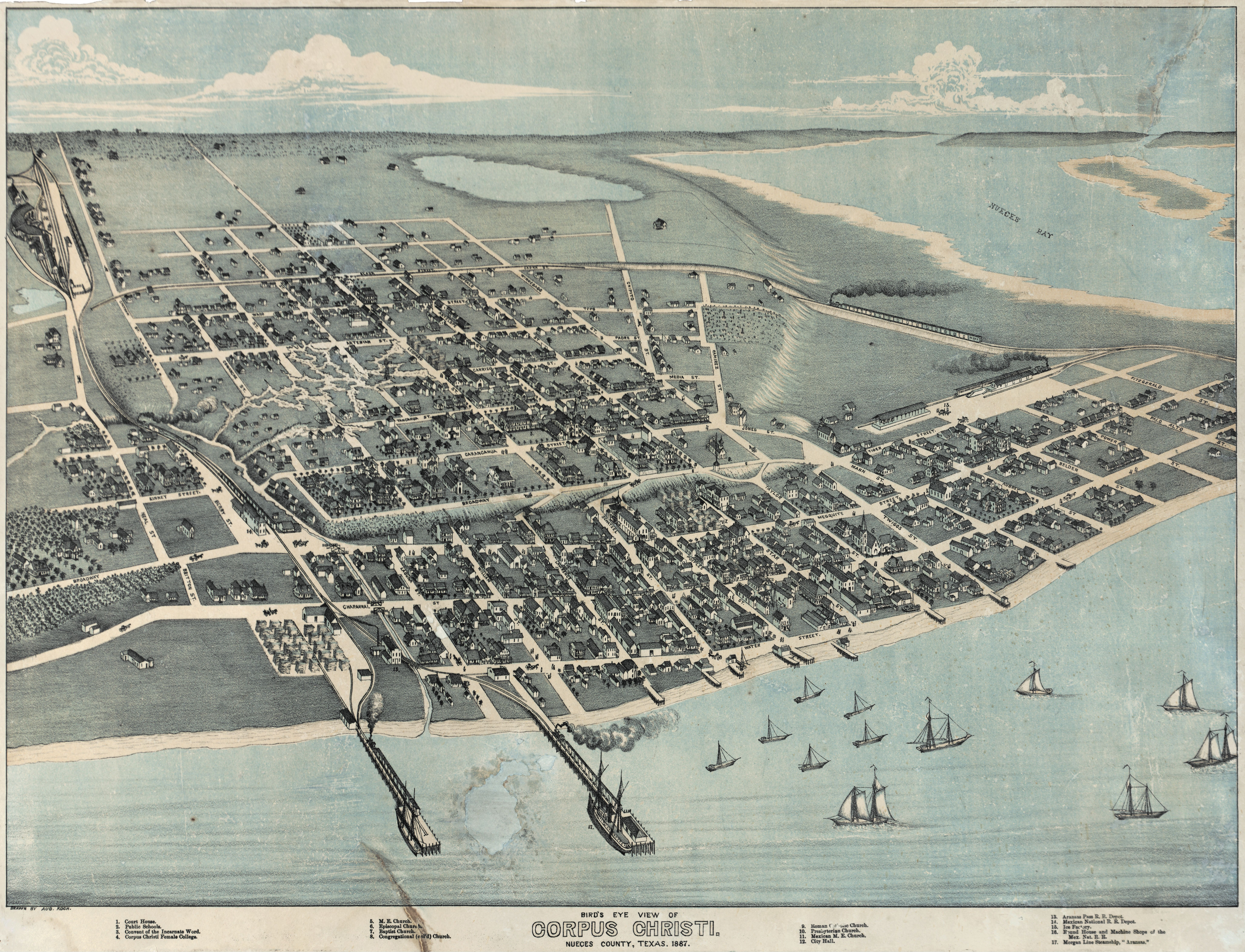
Mapa de Corpus Christi en 1887

Corpus Christi fue fundada en 1839 por el Coronel Henry Lawrence Kinney y William P. Aubrey como Kinney's Trading Post, o Kinney's Ranch cuando la zona era parte de la República de Texas. Fue una pequeña factoría que vendía suministros a un ejército revolucionario mexicano acampado a 40 kilómetros al oeste.
En julio de 1845, las tropas de Estados Unidos comandadas por el General Zachary Taylor se asentaron allí en preparación para la invasión de Estados Unidos a México, donde permanecieron hasta marzo de 1846. Un año más tarde, el asentamiento fue llamado Corpus Christi y fue incorporado el 9 de septiembre de 1852.
La batalla de Corpus Christi fue librada entre el 12 y el 18 de agosto de 1862, durante la guerra civil estadounidense. Las fuerzas de la Marina de los Estados Unidos que bloqueaban Texas libraron un pequeño enfrentamiento terrestre y marítimo con las fuerzas confederadas en y alrededor de la bahía de Corpus Christi, y bombardearon la ciudad. Las fuerzas de la Unión derrotaron a los buques de la Marina de los Estados Confederados que operaban en la zona, pero fueron repelidas cuando desembarcaron en la costa.

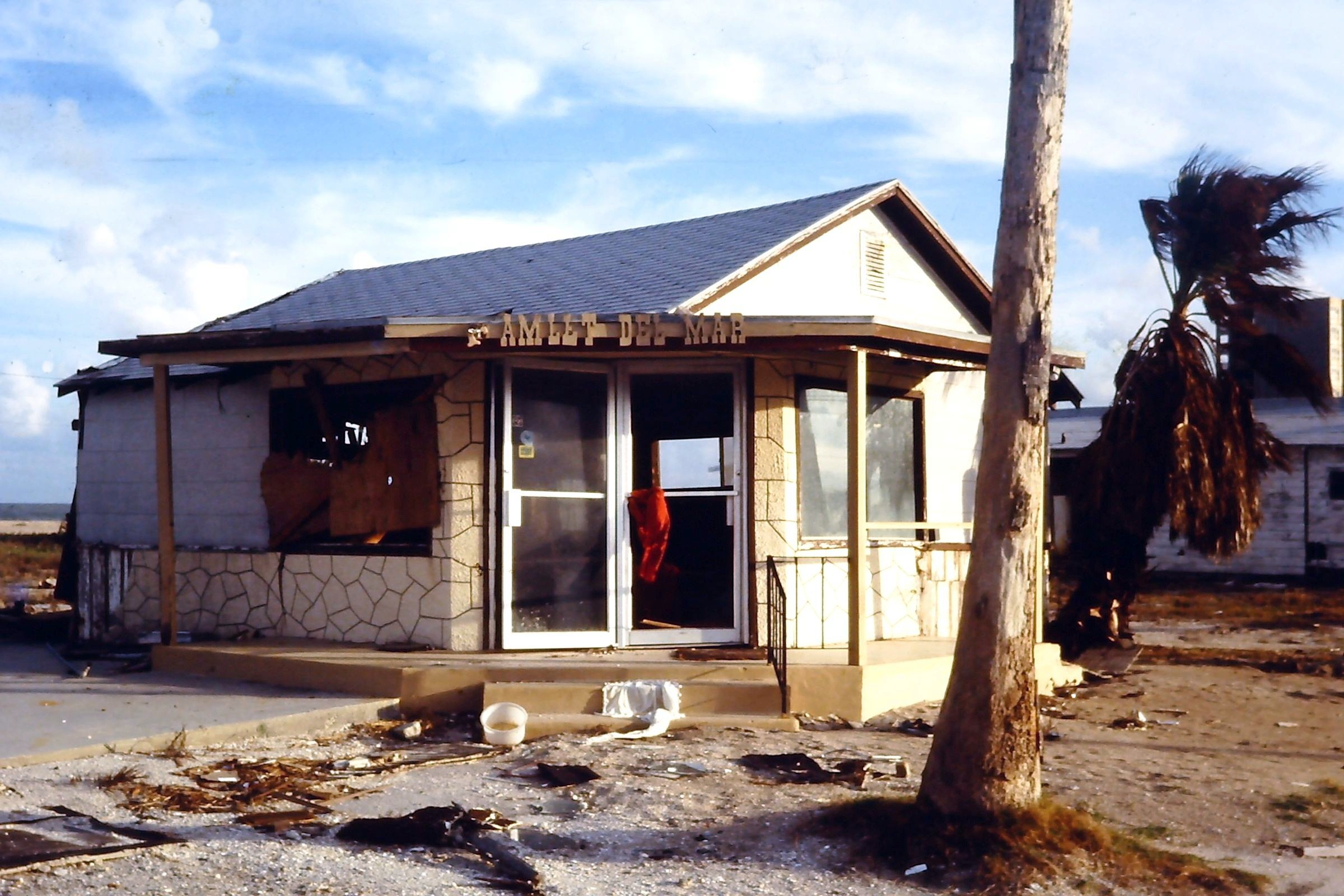
Restaurante dañado tras el paso del huracán Allen.

El puerto de Corpus Christi fue abierto en 1926, y la Estación Aérea Naval de Corpus Christi fue comisionada en 1941.
La tormenta de los Cayos de la Florida de 1919 devastó la ciudad, matando a cientos de personas el 14 de septiembre. Solo tres estructuras sobrevivieron a la tormenta en North Beach. Para proteger la ciudad, fue construido el malecón. La ciudad también sufrió daños causados por el huracán Celia en 1970 y el huracán Allen en 1980, y menos por el huracán Ike en 2008. La ciudad sufrió también los embates del huracán Harvey.

### Derechos civiles
- En noviembre de 1873, siete pastores mexicanos fueron linchados por una multitud cerca de la ciudad. El crimen nunca fue resuelto.[8]
- En febrero de 1929, la Liga de Ciudadanos Latinoamericanos Unidos (LULAC) fue fundada en Corpus Christi. Esta organización fue creada para combatir la discriminación racial contra la gente hispana en los Estados Unidos. Desde su fundación, LULAC ha crecido y ahora tiene una sede nacional en Washington D. C.
- En marzo de 1949, el American GI Forum (AGIF) fue fundado en Corpus Christi. Actualmente, el AGIF se enfoca en temas de veteranos, educación y derechos civiles. Esta organización fue fundada debido a preocupaciones sobre la segregación de veteranos mexicano-americanos de otros grupos de veteranos y la denegación de servicios médicos basada en la raza por el Departamento de Asuntos de los Veteranos de los Estados Unidos.
- "Cisneros v. Distrito Escolar Independiente de Corpus Christi" (1970) fue el primer caso para extender la sentencia de la Corte Suprema de los Estados Unidos sobre el caso "Brown v. Junta de Educación de Topeka, Kansas" (1954) a los mexicano-americanos. Los reconoció como un grupo minoritario que podía ser y con frecuencia era discriminado. Esta segregación y discriminación fue declarada inconstitucional. El juez Woodrow Seals encontró que la junta escolar fomentaba conscientemente un sistema que perpetuaba la segregación tradicional. Esto incluía un sistema que llevaba a estudiantes angloamericanos a escuelas fuera de sus vecindarios, renovaba viejas escuelas en barrios negros y mexicano-americanos en vez de construir nuevas, asignaba maestros negros e hispanos a escuelas segregadas y limitaba la contratación de tales maestros en otras escuelas. La junta escolar también carecía de un sistema de autobuses de mayoría a minoría.[9]

## Geografía
Corpus Christi se encuentra ubicada en las coordenadas 27°45′15″N 97°10′24″O / 27.75417, -97.17333. Según la Oficina del Censo de los Estados Unidos, Corpus Christi tiene una superficie total de 1268.04 km², de la cual 415.98 km² corresponden a tierra firme y 852.05 km² (67.19 %) es agua.

## Demografía
Según el censo de 2010, había 305 215 personas residiendo en Corpus Christi. La densidad de población era de 240.7 hab./km². De los 305 215 habitantes, Corpus Christi estaba compuesto por el 80.92 % blancos, el 4.34 % eran afroamericanos, el 0.64 % eran amerindios, el 1.84 % eran asiáticos, el 0.09 % eran isleños del Pacífico, el 9.68 % eran de otras razas y el 2.5 % pertenecían a dos o más razas. Del total de la población el 9.23 % eran hispanos o latinos de cualquier raza.

## Educación
El Distrito Escolar Independiente de Corpus Christi gestiona escuelas públicas.

## Clima
Corpus Christi tiene un clima subtropical húmedo, disfrutando las mismas temperaturas que en las regiones del golfo de México, pero con menores precipitaciones. El promedio de temperatura en los meses de verano supera los 90 °F (32 °C). La temperatura más alta de la ciudad fue de 109 °F (43 °C), el 5 de septiembre de 2000.
El promedio baja en las noches de invierno del mes de enero, los meses más fríos, tienen un poco menos de 50 °F (10 °C) y la temperatura más baja registrada fue de 11 °F (−12 °C). En diciembre de 2004, hubo nieve en la ciudad el día de Nochebuena, la mayor tormenta de nieve conocida en la ciudad de 4.4 pulgadas (11 cm). La nieve permaneció hasta el día de Navidad y se derritió al día siguiente.
| Parámetros climáticos promedio de Corpus Christi, Texas | Parámetros climáticos promedio de Corpus Christi, Texas | Parámetros climáticos promedio de Corpus Christi, Texas | Parámetros climáticos promedio de Corpus Christi, Texas | Parámetros climáticos promedio de Corpus Christi, Texas | Parámetros climáticos promedio de Corpus Christi, Texas | Parámetros climáticos promedio de Corpus Christi, Texas | Parámetros climáticos promedio de Corpus Christi, Texas | Parámetros climáticos promedio de Corpus Christi, Texas | Parámetros climáticos promedio de Corpus Christi, Texas | Parámetros climáticos promedio de Corpus Christi, Texas | Parámetros climáticos promedio de Corpus Christi, Texas | Parámetros climáticos promedio de Corpus Christi, Texas | Parámetros climáticos promedio de Corpus Christi, Texas |
| Mes                                                     | Ene.                                                    | Feb.                                                    | Mar.                                                    | Abr.                                                    | May.                                                    | Jun.                                                    | Jul.                                                    | Ago.                                                    | Sep.                                                    | Oct.                                                    | Nov.                                                    | Dic.                                                    | Anual                                                   |
| ------------------------------------------------------- | ------------------------------------------------------- | ------------------------------------------------------- | ------------------------------------------------------- | ------------------------------------------------------- | ------------------------------------------------------- | ------------------------------------------------------- | ------------------------------------------------------- | ------------------------------------------------------- | ------------------------------------------------------- | ------------------------------------------------------- | ------------------------------------------------------- | ------------------------------------------------------- | ------------------------------------------------------- |
| Temp. máx. abs. (°C)                                    | 34.4                                                    | 36.1                                                    | 38.9                                                    | 38.9                                                    | 39.4                                                    | 41.1                                                    | 40.6                                                    | 40                                                      | 42.8                                                    | 36.7                                                    | 36.7                                                    | 32.8                                                    | 42.8                                                    |
| Temp. máx. media (°C)                                   | 17.8                                                    | 19.3                                                    | 23.8                                                    | 27.1                                                    | 29.8                                                    | 32.3                                                    | 34                                                      | 34.1                                                    | 32.2                                                    | 28.7                                                    | 22.7                                                    | 18.3                                                    | 26.1                                                    |
| Temp. mín. media (°C)                                   | 6.8                                                     | 7.9                                                     | 12.3                                                    | 16.8                                                    | 20.8                                                    | 23.1                                                    | 23.6                                                    | 23.6                                                    | 22                                                      | 17.8                                                    | 12.4                                                    | 7.8                                                     | 15.6                                                    |
| Temp. mín. abs. (°C)                                    | -10                                                     | -11.7                                                   | -4.4                                                    | 0.6                                                     | 6.7                                                     | 13.3                                                    | 17.8                                                    | 17.8                                                    | 11.1                                                    | -2.2                                                    | -2.2                                                    | -10.6                                                   | -11.7                                                   |
| Precipitación total (mm)                                | 41.1                                                    | 46.7                                                    | 44.2                                                    |                                                         | 88.4                                                    | 89.7                                                    | 50.8                                                    |                                                         | 127.8                                                   | 100.1                                                   | 44.2                                                    |                                                         | Expresión errónea: operador < inesperado                |
| Fuente: Servicio Nacional del Clima                     |                                                         |                                                         |                                                         |                                                         |                                                         |                                                         |                                                         |                                                         |                                                         |                                                         |                                                         |                                                         |                                                         |

## Ciudades hermanas
- Monterrey, Nuevo León, México
- Toledo, Castilla-La Mancha, España
- Veracruz, Veracruz, México
- Villahermosa, Tabasco, México
- Burguillos de Toledo, Toledo, España
- San Rafael,  Mendoza , Argentina
- Medellín, Antioquia, Colombia